# Дюфур, Жан Мари Леон
Жан Мари Леон Дюфур (фр. Léon Jean Marie Dufour, 10 апреля 1780 года —18 апреля 1865 года, Сен-Север), французский энтомолог.
Был сначала врачом. Дюфур приобрел известность многочисленными исследованиями над анатомией пауков и насекомых, а также над превращениями последних; он открыл грегарин и обнародовал в 1811—1861 годах многочисленные статьи в «Annales des sciences naturelles» и «Annales de la Société Entomologique de France»; он напечатал, между прочим, «Recherches sur les hemipteres» (П., 1833).